# Alchemilla barbatiflora
Alchemilla barbatiflora é uma espécie de rosácea do gênero Alchemilla, pertencente à família Rosaceae.